# Winthemia geminata
Winthemia geminata là một loài ruồi trong họ Tachinidae.